# Hubert Davis (cineasta)
Hubert Davis es un cineasta canadiense que fue nominado el 2005 a un Óscar al mejor documental corto y un Premio Emmy a Programación Cultural y Artística Sobresaliente por su debut como director en Hardwood, un documental corto que explora la vida de su padre, el ex Harlem Globetrotter Mel Davis. Davis fue el primer afrocanadiense en ser nominado a un Oscar.
Davis recibió el premio Don Haig al mejor director canadiense emergente en el Festival Internacional de Documentales Canadiense Hot Docs de 2007.
El proyecto de Davis de 2009 fue su documental Invisible City. En 2012, Davis completó su trabajo en el documental corto de la NFB The Portrait for the Diamond Jubilee of Elizabeth II.

## Filmografía
A continuación se nombran los trabajos desarrollados por Hubert Davis:
| Año  | Trabajo                          | Género     | Director | Guionista | Editor |
| ---- | -------------------------------- | ---------- | -------- | --------- | ------ |
| 2002 | One Little Finger                | Corto      | No       | No        | Sí     |
| 2005 | Hardwood                         | Corto      | Sí       | Sí        | Sí     |
| 2006 | Aruba                            | Corto      | Sí       | No        | Sí     |
| 2007 | Stronger Than Love               | Corto      | Sí       | No        | No     |
| 2009 | Invisible City                   | Documental | Sí       | No        | Sí     |
| 2010 | Robin Phillips: Move Your Mind   | Corto      | Sí       | Sí        | No     |
| 2011 | The National Parks Project       | Documental | Sí       | No        | No     |
| 2012 | Darkness and Hope                | Documental | Sí       | Sí        | No     |
| 2012 | The Portrait                     | Corto      | Sí       | Sí        | No     |
| 2014 | Play                             | Corto      | Sí       | Sí        | No     |
| 2015 | Investors Group: Memories        | Corto      | Sí       | No        | No     |
| 2016 | Giants of Africa                 | Documental | Sí       | No        | No     |
| 2017 | Rivolta: In the Mind of a Hacker | Corto      | Sí       | No        | No     |
| 2018 | June's - An HIV+ Eatery          | Corto      | Sí       | No        | No     |
| 2019 | Pepsi NHL: Can you hear it?      | Corto      | Sí       | No        | No     |
| 2021 | White Ribbon: Day After Day      | Corto      | Sí       | No        | No     |
| 2022 | Black Ice                        | Documental | Sí       | No        | No     |

## Reconocimiento
- 2004, Ganador premio Golden Sheaf del Festival de Cine de Yorkton al mejor cortometraje por Hardwood.
- 2005, Nominado a premio de la Academia por 'Mejor documental, temas cortos por Hardwood.
- 2006, Ganador Premio del Gran Jurado de Panavision en Palm Springs International ShortFest.
- 2007, Ganador premio Don Haig al 'Mejor director canadiense emergente' en el Festival Internacional de Documentales de Canadá Hot Docs.
- 2007, Ganador premio Golden Sheaf del Festival de Cine de Yorkton al mejor cortometraje por Stronger than Love.
- 2022, Ganador Mejor Documental en Festival Internacional de Cine de Toronto por Black Ice.[2]